# Eueides cognata
Eueides cognata är en fjärilsart som beskrevs av Gustav Weymer 1890. Eueides cognata ingår i släktet Eueides och familjen praktfjärilar. Inga underarter finns listade i Catalogue of Life.